# Thomas Fogdö
Thomas Fogdö (ur. 14 marca 1970 w Gällivare) – szwedzki narciarz alpejski. Jego najlepszym występem na igrzyskach było 5. miejsce w slalomie na igrzyskach w Albertville i igrzyskach w Lillehammer, na mistrzostwach świata najlepszym jego wynikiem było 5. miejsce w slalomie na mistrzostwach świata w Saalbach. Najlepsze wyniki w Pucharze Świata osiągnął w sezonie 1992/1993 kiedy to zdobył małą kryształową kulę w slalomie, a w klasyfikacji generalnej zajął 9. miejsce.

## Sukcesy

### Puchar Świata

#### Miejsca w klasyfikacji generalnej
- 1990/1991 – 10.
- 1991/1992 – 45.
- 1992/1993 – 9.
- 1993/1994 – 24.
- 1994/1995 – 30.

#### Zwycięstwa w zawodach
1. Waterville Valley – 23 marca 1991 (slalom)
2. Val d’Isère – 6 grudnia 1992 (slalom)
3. Kranjska Gora – 19 grudnia 1992 (slalom)
4. Lech – 17 stycznia 1993 (slalom)
5. Åre – 28 marca 1993 (slalom)